# Cataclysme sternecki
Cataclysme sternecki är en fjärilsart som beskrevs av Louis Beethoven Prout 1938. Cataclysme sternecki ingår i släktet Cataclysme och familjen mätare. Inga underarter finns listade i Catalogue of Life.